# Camara Jones
Camara Jones (15 maggio 1972) è un'ex velocista statunitense, specializzata nei 400 metri piani.
È stata campionessa mondiale della staffetta 4×400 metri a Göteborg 1995.

## Palmarès
| Anno | Manifestazione | Sede     | Evento  | Risultato | Prestazione | Note |
| ---- | -------------- | -------- | ------- | --------- | ----------- | ---- |
| 1995 | Mondiali       | Göteborg | 4×400 m | Oro       | 3'22"39     |      |